# Protodípters
Els protodípters (Protodiptera) són un ordre extint d'insectes endopterigots. Es consideren com a formes de transició entre els mecòpters (mosques escorpí) i els dípters (mosques veritables).